# Метаморфизам
Метаморфизам је промена минерала или геолошке текстуре (дистинктивни распоред минерала) у већ постојећим стенама (протолитима), а да се протолит не растопи у живовидну магму (промена чврстог стања). До промене долази пре свега због топлоте, притиска и уношења хемијски активних течности. Хемијске компоненте и кристалне структуре минерала који чине стену могу се мењати иако стена остаје чврста. Промена на или непосредно испод Земљине површине због временских прилика или дијагенезе нису класификоване као метаморфизам. Метаморфизам се обично јавља између дијагенезе (максимум 200 °C) и топљења (приближно 850 °C).

## Врсте
Геолози који проучавају метаморфизам познати су под називом „метеморфни петролози”. Да би одредили процесе у основи метеморфизма, они се у великој мери ослањају на статистичку механику и експерименталну петрологију. Постоје три врсте метаморфизма: контактни, динамички и регионални. Метаморфизам настао условом повећања притиска и температуре познат је као програде метаморфизам. Супротно томе, снижавање температура и притиска карактерише ретроградни метаморфизам.